# Alexandru Drăgulescu
Alexandru Drăgulescu (n. 22 august 1933, Drăgănești Vlașca, județul Teleorman) este un regizor român de film documentar. A realizat numeroase filme documentare, culturale și didactice, la Studioul Alexandru Sahia.

## Filmografie (regizor)
- Ceasul rău (1965)
- Nedeea (1966)
- O nuntă la olteni (1967)
- Lăutarul (1970)
- Pădurile viitorului (1972)
- Micii arheologi (1973)
- Soarele Moldovei (1974)
- Anul 1600 (1975)
- Legenda cetății de foc (1976)
- Contribuția inteligenței românești (1977)
- Neamul lotrenilor (1978)
- Semne străbune (1979)
- Poduri dunărene (1980)
- La Timișoara, într-o grădină (1981)
- Valea lui Anghel (1983)
- Iarna s-a oprit la Dunăre (1985)
- Târgoviște, veche vatră de comerț (1988)
- Petrochimiștii (1989)
- Ți-aduci aminte, Hans ? (1990)
- Inventatorii